# Rocketboom
Rocketboom war ein werktags aktualisierter, meist dreiminütiger Videoblog, der von 2004 bis 2013 aktiv war.
Bis Juni 2006 war es die Zusammenarbeit zwischen der Schauspielerin Amanda Congdon, die auch als Gastgeberin fungierte, und dem Co-Produzenten Andrew Baron. Die beiden starteten Rocketboom am 26. Oktober 2004. Congdons letzter Rocketboom-Eintrag erfolgte am 23. Juni 2006. Andrew Baron gab am 11. Juli 2006 das Ende der Zusammenarbeit bekannt; Congdon widersprach der Rocketboom-Version und beschrieb es als Rausschmiss.
Ab dem 6. Juli 2009 präsentierte Molly Windman die Sendung.
Rocketboom war mit mehr als 300.000 Downloads täglich einer der erfolgreichsten Videoblogs der Welt. Als deutsche Kopie galt Ehrensenf.

## Geschichte und Popularität
Rocketboom startete 2004 mit 700 Zuschauern täglich, etwa 70.000 Zuschauern in den ersten Monaten. Anfang 2005 wurde der Blog auf CBS Evening News vorgestellt und auch andere Medien berichteten darüber. Am 9. Januar 2006 schrieb Newsweek, dass Rocketboom täglich etwa 130.000 Zuschauer habe.
Am 2. Februar 2006 wurde Rocketboom in eine Episode der Fernsehserie CSI eingebunden: In einer Szene schaut sich der Mörder den Bericht über seine Tat auf Rocketboom an.
Später berichtete die New York Times über die großen Zuschauermassen der Erfolgsshow.
Im Frühling 2006 erreichte Rocketboom den Stand von mindestens 250.000 kompletten Downloads am Tag.
Jeder der täglichen Episoden wurde mehr als 300.000-mal heruntergeladen. Rocketboom berichtete, dass einige populäre Folgen bis zu einer Million Mal heruntergeladen wurden.
Im April 2006 wurde erstmals Werbung in die Show eingebunden.
Die täglichen Video-Einträge auf der Rocketboom-Website entstanden zwischen 2004 und 2006 unter der Regie von Baron, einige der Einträge von 2006 unter Mario Librandi.
Das Musikstück, das jede Sendung eröffnet, heißt „Zoom a little Zoom“, von dem 1959 erschienenen Album Space Songs von Hy Zaret und Lou Singer. Die Rechte an der Aufnahme sind erloschen. Damit ist der Song Allgemeingut. Gesungen wurde das Stück von Tom Glazer und Dottie Evans, unterlegt von Tony Mottola.
Im November 2013 wurde das Projekt beendet.

## Mitarbeiter
Moderatoren und Korrespondenten 2009:
- Ella Morton (New York)

Technisches und redaktionelles Team:
- Andrew Baron
- Kenyatta Cheese
- Leah D’Emilio
- Elspeth Rountre
- Jamie Wilkinson